# Публий Лентул
Публий Лентул — имя римского сенатора, к которому будто бы было прислано из Иерусалима одной римлянкой описание личности и изображение лика Иисуса Христа. По другой интерпретации, это письмо Лентула к Тиберию. Это письмо в первый раз было издано в собрании сочинений Ансельма Кентерберийского, а потом воспроизведено в магдебургских центуриях. Оно признается апокрифом.
По историческим источникам личность Публия Лентула совершенно неизвестна; письмо наполнено библейскими выражениями, которыми едва ли могла говорить римлянка-язычница. Предполагают, что это письмо к Публию Лентулу есть вариация подобного же сочинения, обращавшегося в Греции в XIV веке и приписываемого перу известного церковного историка Каллиста Ксанфопула Никифора.
От него образована русская семинаристская фамилия Лентулов.